# سیاست در اردن
سیاست اردن در چارچوب پادشاهی پارلمانی صورت می‌گیرد که به موجب آن نخست‌وزیر اردن رئیس حکومت و یک نظام چندحزبی است. حکومت اردن یک پادشاهی مشروطهاست که بر اساس قانون اساسی در ۸ ژانویه ۱۹۵۲ منتشر شده‌است. پادشاه قدرت خود را از طریق حکومتی که منصوب می‌شود اعمال می‌کند که مسئولیت آن در مجلس است.
ملک عبدالله دوم اردن از زمان درگذشت پدرش در سال ۱۹۹۹ حاکمیت را برعهده داشته‌است. عمر رزاز از ۴ ژوئن ۲۰۱۸ به عنوان نخست‌وزیر انتخاب شده داشت.

## قانون اساسی
اردن یک کشور پادشاهی مشروطه‌است که قانون اساسی آن در ۸ ژانویه ۱۹۵۲ به تصویب رسیده‌است. قوه مجریه در اختیار پادشاه اردن و هیئت وزیران وی است. شاه کلیه قانون‌ها را امضاء و تصویب می‌کند. دوسوم از هر دو مجلس مجلس ملی اردن می‌توانند رای وتو پادشاه را لغو کنند. پادشاه می‌تواند با ارائه حکم کلیه قضات را نصب و خلع کند، اصلاحیه قانون اساسی را تصویب کند، اعلام جنگ نماید و به نیروهای مسلح فرمان بدهد. تصمیمات کابینه، احکام دادگاه‌ها و واحد پول ملی به نام وی صادر می‌شوند. هیئت وزیران به ریاست نخست‌وزیر، توسط شاه تعیین می‌شود، او همچنین می‌تواند بنا به درخواست نخست‌وزیر هر کدام از اعضای کابینه را اخراج کند. کابینه باید در مورد موضوعات مربوط به سیاست کلی، در برابر مجلس نمایندگان اردن پاسخگو باشد و این مرجع می‌تواند با رای «عدم اعتماد» دوسوم از اعضایش، کابینه را ناچار به استعفاء کند.
در قانون اساسی سه دسته دادگاه پیش‌بینی شده‌است دادگاه مدنی، مذهبی و ویژه. اردن از نظر اجرایی به دوازده حوزه فرمانداری تقسیم می‌شود که هر یک از این حوزه‌ها توسط یک فرماندار منصوب از طرف پادشاه اداره می‌شود. آنان در کلیه ادارات دولتی و طرح‌های توسعه مناطق تحت اختیار خود، قدرت انحصاری را دارند.
نیروهای مسلح سلطنتی و اداره کل اطلاعات اردن تحت کنترل پادشاه هستند.

## شاه
سلطنت اردن در ۱۹۲۱ و با کمک بریتانیا شکل گرفت. پسران شریف حسین بن علی به‌عنوان پادشاهان عراق و اردن منصوب شدند. عبدالله اول در ۱۱ آوریل ۱۹۲۱ به مقام امیری فرا-اردن رسید و تا ۲۵ مه ۱۹۴۶ که فرا-اردن استقلال یافته و پادشاهی هاشمی فرا-اردن شکل گرفت در این مقام باقی ماند. او پس از استقلال اردن به عنوان نخستین پادشاه آن کشور تاجگذاری کرد و در ۳ آوریل ۱۹۴۹ نام کشور به اردن هاشمی کوتاه گردید.
ملک عبدالله دوم پس از فوت پدرش در فوریه ۱۹۹۹ جانشین وی شد. عبدالله به سرعت به تأیید مجدد پیمان آشتی اردن-اسرائیل با اسرائیل و تقویت روابط اردن با ایالات متحده آمریکا پرداخت. عبدالله در اولین سال حکومتش ایجاد اصلاحات اقتصادی را در دستور کار خود قرار داد.
تداوم مشکلات ساختاری اقتصاد اردن، جمعیت روبه رشد و بازتر شدن فضای سیاسی، باعث شده‌است احزاب سیاسی گوناگونی در این کشور تشکیل شوند. پارلمان اردن که به سمت استقلال بیشتر پیش می‌رود، به بررسی فساد مالی چندین تن از مقام‌های حکومتی پرداخته و به کانونی تبدیل شده‌است که در آن دیدگاه‌های مختلف سیاسی از جمله دیدگاه‌های اسلام‌گرایان به صراحت بیان می‌شود. در عین حال که شاه عبدالله همچنان قدرت مطلقه را در اردن در اختیار دارد، پارلمان نیز در این کشور نقش مهمی ایفا می‌کند.

## نخست‌وزیر اردن
نخست‌وزیر در اردن از سوی پادشاه اردن انتخاب می‌شود و پس از آن می‌تواند کابینهٔ خود را معرفی کند. مجلس اردن سیاست‌ها و برنامه‌های نخست‌وزیر را تأیید یا رد می‌کند و پس از آن رسماً دولت جدید می‌تواند فعالیت کند. در قانون اساسی هیچ محدودیتی برای دورهٔ نخست‌وزیری نیست، چند تن از نخست‌وزیران اردن به‌طور ناپیوسته خدمت کرده‌اند.
عمر رزاز نخست‌وزیر کنونی اردن است که در تاریخ ۵ ژوئن ۲۰۱۸ پس از استعفای هانی ملقی نخست‌وزیر پیشین، به دلیل اعتراضات گسترده مردم علیه اقدامات ریاضت اقتصادی، به این سمت منصوب شد.

## نظام حقوقی و قانون‌گذاری
نظام حقوقی اردن بر پایه شرع اسلام و قوانین فرانسه می‌باشد؛ بررسی قضایی اعمال قانونگذاری که در یک دیوان عالی ویژه صورت می‌گیرد احکام اجباری دیوان عدالت بین‌الملل را نپذیرفته‌است.
قوه مقننه، در اختیار مجلس ملی که از دو مجلس مقننه تشکیل شده قرار دارد. مجلس نمایندگان از ۱۱۰ عضو تشکیل شده که در رای‌گیری همگانی و بر اساس سیستم انتخاباتی یک نفر یک رای برای یک دوره ۴ ساله انتخاب شده‌اند که پادشاه می‌تواند آن را منحل نماید. در این مجلس، ۹ کرسی به مسیحیان، ۶ کرسی به زنان و ۳ کرسی برای سرکیسی‌ها و چچنی‌ها در نظر گرفته شده‌است. مجلس ۴۰ نفری سنا برای یک دوره ۸ ساله توسط پادشاه منصوب می‌شود.

## روابط خارجه

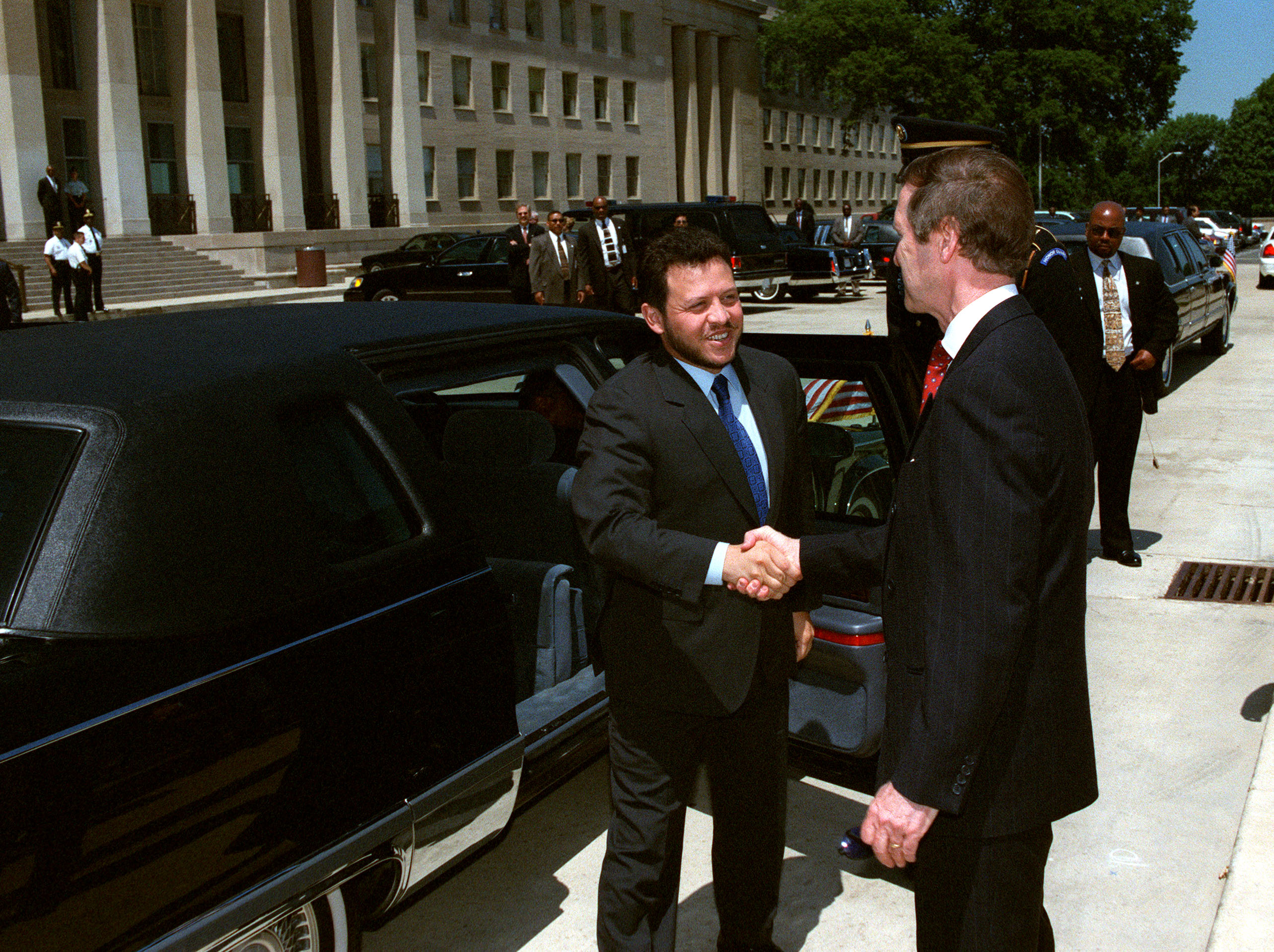
ملک عبدالله دوم در بازدید از پنتاگون

اردن همواره سیاست خارجی هواداری از غرب را اتخاذ کرده و از دیر باز پیوند نزدیکی با آمریکا و بریتانیا داشته‌است. این روابط نزدیک در خلال جنگ خلیج فارس اول به سبب بی‌طرفی اردن و حفظ روابط آن با عراق به هم خورد. اردن به سبب اتخاذ سیاست خارجی پراگماتیستی و مبتنی بر اجتناب از درگیری و برخورد شهرت یافته و در نتیجه روابط خارجی خوبی با کشورهای همسایه داشته‌است.
پس از جنگ خلیج فارس، اردن با همکاری در روند صلح خاورمیانه و اعمال تحریم‌های سازمان ملل بر ضد عراق، روابط خود را با کشورهای غربی از سر گرفت. پس از مرگ ملک حسین، روابط اردن با کشورهای حوزه خلیج فارس به‌طور قابل توجهی افزایش یافت. به دنبال سرنگونی رژیم بعثی عراق، اردن نقش محوری و مهمی در پشتیبانی از برقراری مجدد امنیت در عراق ایفا کرد. دولت اردن یادداشت تفاهمی با دولت ائتلافی موقت در عراق با هدف تسهیل آموزش ۳۰۰۰۰ دانشجوی افسری پلیس عراق را با امکانات اردنی‌ها امضاء کرد.
اردن در ۲۵ ژوئیه ۱۹۹۴ موافقت نامه عدم تجاوز با اسرائیل را در واشینگتن دی سی (بیانیه واشینگتن) امضاء کرد. ملک حسین پادشاه اردن و اسحاق رابین در مورد این پیمان به مذاکره پرداختند. اردن و اسرائیل در ۲۶ اکتبر ۱۹۹۴ پیمان صلح اردن و اسرائیل را با حضور بیل کلینتون رئیس‌جمهور آمریکا و وارن کریستوفر وزیر امورخارجه دولت او منعقد کردند. آمریکا در گفتگوهای توسعه و آبادانی سه جانبه اردن و اسرائیل که اهم موضوعات آن استفاده مشترک از آب و امنیت، مشارکت در بهبود دره نشستی اردن، پروژه‌های زیرساختی، بازرگانی، امور مالی و موضوعات مرتبط با بانکداری بوده، مشارکت کرده‌است. اردن همچنین در مذاکرات صلح چند جانبه مشارکت داشته‌است. اردن عضو سازمان ملل و بسیاری از آژانس‌های تخصصی و وابسته به آن، از جمله سازمان تجارت جهانی (WTO)، سازمان هواشناسی جهانی) IMO)، سازمان غذایی و کشاورزی جهان (FAO)، سازمان بین‌المللی انرژی اتمی (IAEA) و سازمان بهداشت جهانی (WHO) است. همچنین اردن عضو بانک جهانی، صندوق بین‌المللی پول (IMF)، سازمان کنفرانس اسلامی (OIC)، جنبش غیرمتعهدها (NAM) و اتحادیه عرب است.
از زمان شروع انتفاضه الاقصی در سپتامبر ۲۰۰۰، اردن در گردهمایی‌های زیادی سخت تلاش کرده‌است تا با هدف میانه‌روی و اعتدال ارتباط بین اسرائیل و فلسطین را پا بر جا نگه دارد و هر دو طرف را به گفتگوهای معوقه موضوعات مرتبط با وضعیت نهایی منطقه بازگرداند.
با وجود این، پس از وقوع انتفاضه الاقصی، اردن به همراه مصر سفرای خود را از اسرائیل خارج کردند. پس از نشست شرم الشیخ که در ۸ فوریه ۲۰۰۵ در مصر برگزار شد، دو کشور برنامه‌هایی برای بازگرداندن سفرای خود به اسرائیل اعلام کردند.

### تأثیر درگیری در خاورمیانه بر اردن
جنگ اعراب و اسرائیل که هنوز هم ادامه دارد، جنگ خلیج فارس و سایر درگیریهای که در خاورمیانه رخ داده‌است، تأثیرات بسیار زیادی بر اقتصاد اردن داشته‌است. این حقیقت که اردن با کشورهای همسایه خود پیمان امضاء کرده، در کنار ثبات آن، باعث شده‌است تا اردن گزینش نخست برای بسیاری از فلسطینیان، مردم لبنان، مهاجران و پناهندگان خلیج فارس باشد. اگرچه این روند باعث فعالیت بیشتر اقتصاد اردن شده، اما در عین حال با کاهش فراوان مقدار منابعی که هر کس حق استفاده از آن را دارد، صدماتی نیز به اقتصاد آن وارد آورده‌است. اردن قانونی وضع کرده‌است که می‌گوید غیر از فلسطینی‌های یهودی دیگر فلسطینی‌ها می‌توانند به اردن کوچ کرده و شهروندی آن را به دست آورند. این قانون همیشه در مورد دادن اجازه ورود به فلسطینی‌ها اعمال نمی‌شود. همچنین خرید زمین در پادشاهی اردن توسط یهودیان عملی غیرقانونی محسوب می‌شود. خشونت همچنین باعث ظهور و به وجود آمدن افراطی گری در اردن شده‌است. به دنبال بمب‌گذاری‌های انتحاری که در شهر بندری امان رخ داد، ملک عبدالله در نوامبر ۲۰۰۵ خواستار مبارزه بر ضد افراطی گری شد.

## مشارکت سازمان بین‌المللی
- ABEDA
- ACC
- AFESD
- AL
- AMF
- CAEU
- CCC
- CTBTO
- EBRD
- ESCWA FAO
- G-77
- IAEA
- IBRD
- ICAO
- ICC
- ICC
- ICFTU
- ICRM
- IDA
- IDB
- IFAD
- IFC
- IFRCS
- ILO
- IMF
- IMO
- Intelsat
- Interpol
- IOC
- IOM (ناظر)
- ISO (خبرنگار)
- ITU
- NAM
- OIC
- OPCW
- OSCE (شریک)
- PCA
- UN
- UNCTAD
- UNESCO
- UNIDO
- UNMIBH
- UNMIK
- UNMOP
- UNMOT
- UNOMIG UNRWA
- UNTAET UNWTO
- UPU
- WFTU WHO
- WIPO
- WMO
- WTO
- WTrO